# Gesetz ist Gesetz
Gesetz ist Gesetz (französisch: La loi, c’est la loi, italienisch: La legge è legge) ist eine französisch-italienische Filmkomödie in Schwarzweiß von Christian-Jaque. Das Drehbuch verfasste er selbst zusammen mit fünf weiteren Autoren. Die Hauptrollen sind mit Fernandel und Totò besetzt. Das Werk erlebte seine Uraufführung am 17. September 1958 in Frankreich. In der Bundesrepublik Deutschland kam der Film erstmals am 3. April 1959 in die Kinos.
Die Außenaufnahmen entstanden in den italienischen Gemeinden Venafro und Isernia in der Region Molise.

## Handlung
In dem kleinen Dorf Assola verläuft die Grenze zwischen Frankreich und Italien mitten durch manche Häuser. Deshalb findet man in diesem Ort vieles doppelt, französisch und italienisch, zum Beispiel Bürgermeister, Zollstationen und natürlich auch die Staatsangehörigkeiten der Einwohner, auch wenn die Verwandtschaftsbande mitunter über die Grenze hinwegreichen. Der französische Zollinspektor Pastorelli und der italienische Schmugglerkönig Giuseppe Bonfanti, als Jugendliche noch die besten Freunde, sind sich spinnefeind, seit Letzterer vor Jahren dem Ersteren die Frau abspenstig machte. Ferdinand ist zwar nun schon ziemlich lange in zweiter Ehe glücklich verheiratet, aber die Schmach von früher kann er nicht verwinden. Daher erfüllt es ihn mit Genugtuung, als er seinen Widersacher auf frischer Tat bei seinem verbotenen Tun ertappt. Giuseppe aber zieht bei der Vernehmung alle ihm zur Verfügung stehenden Register. Er behauptet, Ferdinand sei gar nicht berechtigt gewesen, ihn zu verhaften, weil dieser in Wirklichkeit überhaupt kein Franzose sei. Schließlich sei er als Kind einer italienischen Mutter und eines unbekannten Vaters in der Küche eines Gasthauses in Assola zur Welt gekommen. Das Haus habe damals eindeutig zu Italien gehört.
Bis zum Beweis des Gegenteils gilt Ferdinand jetzt als italienischer Staatsbürger. In dieser Eigenschaft kann er natürlich nicht länger französischer Zöllner bleiben. Und weil es nach italienischem Recht keine Scheidung gibt, wird seine zweite Eheschließung einfach annulliert. Es kommt sogar noch dicker: Zusammen mit seiner ersten Frau wird er wegen Ehebruchs inhaftiert. Damit hat jedoch Giuseppe nicht gerechnet. Weil der sich heftig nach seiner Gattin sehnt, will er jetzt auf einmal auch eingesperrt werden.
Mittlerweile stellt sich heraus, dass Ferdinand doch kein Italiener ist, denn nach italienischem Recht verliert jeder, der – wie dies bei Ferdinand der Fall ist – einmal in einer fremden Armee gedient hat, automatisch die italienische Staatsangehörigkeit. Dieser Umstand hat zwar Ferdinands Freilassung zur Folge, aber nun ist er staatenlos. Verzweifelt flieht er in die Berge.
Es dauert nicht lange, bis Giuseppe bereut, was er dem armen Ferdinand angetan hat. Er macht sich auf, seinen Widersacher in den Bergen aufzusuchen und um Verzeihung zu bitten. Inzwischen hat er nämlich herausgefunden, dass der Gastwirt in Ferdinands Geburtshaus den Grenzstein seinerzeit eigenmächtig verschoben hatte, um Touristen anzulocken. So kehren am Ende die beiden Streithähne in trauter Eintracht nach Assola zurück. Ferdinand darf wieder sein Amt als Zollbeamter ausüben, und Giuseppe kann wieder versuchen, dem Gesetz ein Schnippchen zu schlagen.

## Kritik
Das Lexikon des internationalen Films zieht folgendes Fazit: „Die sehr gut besetzte Komödie lebt durch die Situationskomik und die lustigen Dialoge. Christian-Jaque ist ein charmanter, netter Film gelungen, der keine tieferen Ansprüche stellen will.“ Dirk Jasper vom Film-Lexikon gelangt zu einer ähnlichen Einschätzung: „Hervorragend besetzte Komödie, die von Situationskomik und amüsanten Dialogen lebt – ein charmanter und höchst unterhaltsamer Film.“ Die Filmbewertungsstelle Wiesbaden erteilte dem Werk das Prädikat „Wertvoll“.

## Quelle
- Programm zum Film: Illustrierte Film-Bühne, Vereinigte Verlagsgesellschaften Franke & Co., München, Nr. 4613

## Veröffentlichungen
Pidax veröffentlichte den Film am 14. April 2017 in deutscher und französischer Sprache erstmals auf DVD. Die Laufzeit beträgt 92 Minuten.